# 腺鼠刺
腺鼠刺（学名：Itea glutinosa），为虎耳草科鼠刺属下的一个植物种。